# East Cleveland
East Cleveland – jednostka osadnicza w Stanach Zjednoczonych, w stanie Tennessee, w hrabstwie Bradley.